# Liste der Biografien/Morh
Liste der Biografien |
Portal Biografien |
Personensuche
# |
A |
B |
C |
D |
E |
F |
G |
H |
I |
J |
K |
L |
M |
N |
O |
P |
Q |
R |
S |
T |
U |
V |
W |
X |
Y |
Z |
?
 
Ma |
Mb |
Mc |
Md |
Me |
Mf |
Mg |
Mh |
Mi |
Mj |
Mk |
Ml |
Mm |
Mn |
Mo |
Mp |
Mq |
Mr |
Ms |
Mt |
Mu |
Mv |
Mw |
Mx |
My |
Mz
 
Moa |
Mob |
Moc |
Mod |
Moe |
Mof |
Mog |
Moh |
Moi |
Moj |
Mok |
Mol |
Mom |
Mon |
Moo |
Mop |
Moq |
Mor |
Mos |
Mot |
Mou |
Mov |
Mow |
Mox |
Moy |
Moz
 
Mora |
Morb |
Morc |
Mord |
More |
Morf |
Morg |
Morh |
Mori |
Mork |
Morl |
Morm |
Morn |
Moro |
Morp |
Morr |
Mors |
Mort |
Moru |
Morv |
Morw |
Mory |
Morz
Die Liste der Biografien führt alle Personen auf, die in der deutschsprachigen Wikipedia einen Artikel haben. Dieses ist eine Teilliste mit 15 Einträgen von Personen, deren Namen mit den Buchstaben „Morh“ beginnt.

## Morh

### Morha
- Morhaime, Michael (* 1967), US-amerikanischer SpieleentwicklerMichael Morhaime (* 1967)

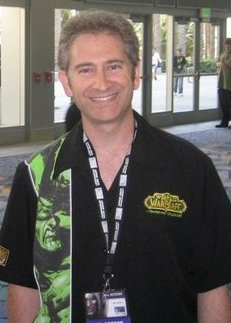
Michael Morhaime (* 1967)

- Morham, Herbert († 1306), schottischer Ritter und Rebell
- Morhard, Johann (1554–1631), deutscher Mediziner
- Morhard, Jürgen (* 1956), deutscher Diplomat
- Morhardt, Mathias (1863–1939), französisch-schweizerischer Journalist, Kunstkritiker und Redaktor
- Morhart, Gelasius (1710–1771), Augustiner-Chorherr
- Morhart, Hans von (1896–1973), deutscher Filmschauspieler in Hollywood und der Bundesrepublik Deutschland
- Morhart, Johann Friedrich († 1668), deutscher Grundherr
- Morhart, Magdalena († 1574), deutsche Buchdruckerin
- Morhart, Ulrich († 1554), deutscher Buchdrucker
- Morhaubt, Christina († 1627), Opfer der Hexenprozesse in Bamberg
- Morhaubt, Hans († 1628), Opfer der Hexenprozesse in Bamberg

### Morhe
- Morheim, Lou (1922–2013), US-amerikanischer Drehbuchautor und Filmproduzent

### Morho
- Morhof, Daniel Georg (1639–1691), deutscher Literaturhistoriker und Polyhistor

### Morhu
- Morhun, Wolodymyr (* 1938), ukrainischer Biologe